# Бажаное Первое
Бажаное Первое (укр. Бажане Перше; до 2024 года — Желанное Первое, укр. Желанне Перше) — село в Покровском районе Донецкой области Украины. Относится к Зорянскому сельскому совету.
Население по данным всеукраинской переписи 2001 года составляло 192 человека.

## История
10 октября 2024 года, в ходе боёв за Покровск, село было захвачено ВС РФ.